# Otto Skorzeny
Otto Skorzeny (Beč, 12. lipnja 1908. – Madrid, 5. srpnja 1975.),  austrijski časnik Waffen SS-a (Obersturmbannführer/potpukovnik) vođa njemačkih komandosa u 2. svjetskom ratu, poznat po sudjelovanju u oslobađanju Benita Mussolinija 1943. godine, kao i neuspjelom zarobljavanju Josipa Broza Tita 1944. godine u desantu na Drvar.

## Životopis

### Mladost
Rođen je 1908. godine u Beču, u obitelji srednje klase koja je imala dugu vojničku tradiciju. Preci su mu bili poljskog podrijetla iz sela Skorzęcin u Velikopoljskom vojvodstvu. Otac, Anton, bavio se građevinskim poslovima. U vremenu nakon kraja Prvog svjetskog rata obitelj je osiromašila i preživljavala zahvaljujući pomoći Crvenog križa. Godine 1926. počeo je studij strojarstva i visokogradnje na Tehničkom fakultetu u Beču, gdje je kasnije studirao i njegov brat Alfred. Tamo je postao član studentskog bratstva i počeo se baviti mačevanjem. Sudjelovao je u petnaest tradicionalnih mačevalačkih dvoboja, a u desetom, 1928. godine, zadobio je veliki ožiljak na licu. Osim toga, sudjelovao je i u raznim militarističkim i nacionalističkim studentskim organizacijama. 
Posljednje ispite na fakultetu je položio 1931. godine; gospodarska kriza je tada dosezala vrhunac pa je u početku bio nezaposlen. Pod dojmom nacionalsocijalističke ideologije, u to vrijeme se učlanio u austrijski ogranak Nacističke stranke, a uskoro i u Sturmabteilung gdje se pokazao kao sposoban vođa. 1938. godine, za vrijeme Anschlussa, zaštitio je tadašnjeg austrijskog predsjednika Wilhelma Miklasa od nacističkih nezadovoljnika koji su ga planirali ubiti.  

### Drugi svjetski rat
Početkom rata Skorzeny je radio kao građevinski inženjer. Prijavio se u Luftwaffe jer je imao nešto iskustva sa zrakoplovima, ali je odbijen jer je bio prestar, odnosno stariji od 30 godina. Umjesto toga učlanio se u Waffen SS i sudjelovao u ratnim operacijama u Nizozemskoj, Belgiji, Francuskoj i Rusiji. Po nekim izvorima, kao član divizije Das Reich sudjelovao je i u napadu na Beograd u Travanjskom ratu 1941. U siječnju te godine promaknut je u čin SS-Untersturmführera. Nešto kasnije mu je, zbog hrabrosti iskazane na Istočnom bojištu, dodijeljen Željezni križ.
1942. se vratio u Njemačku jer je u Rusiji obolio od dizenterije pa je proglašen privremeno nesposobnim za službu na bojištu. Do travnja sljedeće godine nije bio vojno aktivan, a tada mu je, kao tehnički obrazovanom časniku s dobrim preporukama, ponuđen posao zapovjednika nove postrojbe njemačkih komandosa. Nazvana je bojna Friedenthal i bila dio divizije Brandenburg koja je obavljala specijalne operacije po zahtjevima Abwehra, vojne obavještajne službe. Članovi bojne su u Oranienburgu obučavani po novom Skorzenyjevom programu: uz pješačku, inženjerijsku i padobransku obuku, učili su rukovati raznim vrstama oružja i vozila, borilačke vještine, vojne taktike i strane jezike.  
Skorzenyjeve prve operacije bile su organiziranje neuspješnog pokušaja dizanja ustanka plemenskih vođa u Iranu (Operacija Franz), sudjelovanje u špijunskim aktivnostima protiv Britanaca u Nizozemskoj i razmatranje mogućnosti napada na sovjetska industrijska postrojenja iza Urala što je kasnije napušteno. U srpnju 1943. pozvan je, zajedno s još nekoliko istaknutih časnika, na razgovor kod Adolfa Hitlera u Glavni stožer. Skorzeny bio Hitlerov veliki štovatelj; po vlastitim riječima susret mu je mnogo značio i bio je vrlo nervozan. No uspio je ostaviti dobar dojam te je među pozvanima on izabran za operaciju pronalaženja i oslobađanja Benita Mussolinija, fašističkog diktatora kojeg su nove talijanske vlasti smijenile i zatočile. 
Skorzenyjev suradnik general Kurt Student, je bio obavješten da je Mussolini zatočen u zatvoru Maddalena kraj Sardinije no uskoro otkrivaju da je potajno premješten u zimski sportski centar Grand Sasso na visini od 2000 metara. Na takvoj visini nije bilo moguće iskočiti padobranima pa su se njemački komandosi morali spustiti avionima na malenom prostoru i teško pristupačnom terenu. Njemački stratezi su predviđali da će operacija biti potpuni promašaj. Usprkos svemu 12. rujna 1943. komandosi su sletjeli i zauzeli hotel u kojem je Mussolini zatočen bez ijednog ispaljenog metka. Skorzeny je odmah s Mussolinijem i jednim pilotom odletio na sigurno. Nekoliko dana Kasnije i Mussolinijeva obitelj je prevezena na sigurno a Hitler je postavio Mussolinija na čelo Talijanske Socijalne Republike. 
Nakon toga Skorzenyju je povjereno organiziranje hvatanja Josipa Broza Tita i uništenje vrhovnog zapovjedništva partizanskog pokreta otpora u Jugoslaviji. U svibnju 1944. u desantu na gradić Drvar njemačke snage pod zapovjedništvom generala Lothara von Rendulitza su uspjele uništiti većinu tamošnjih partizanskih snaga ali nisu uspjeli uhvatiti Tita.
15. i 16. listopada 1944. godine predvodi operaciju u kojoj uhićuje mađarskog regenta Miklósa Horthya koji je bez njemačke privole bio proglasio primirje sa Saveznicima. 
Pri kraju rata bori se na zapadnom frontu, u Ardenima i na Rajni.

## Nakon rata
Po završetku II. svjetskog rata, američke okupacijske vlasti su zatvorile Skorzenya, te mu je u kolovozu 1947. godine u Dachauu suđeno zbog korištenja američkih uniformi u vojnim akcijama - što je bilo u protivnosti s pravilima rata. Skorzeny se branio da je naredio korištenje američkih uniformi, ali isključivo izvan same borbe; oslobođen je nakon što je britanski obavještajac svjedočio da su on i njegovi suradnici - britanski vojnici - koristili tijekom II. svjetskog rata njemačke uniforme kako bi prikrili svoj identitet na zadatcima u neprijateljskoj pozadini. Međutim Skorzenya niti nakon presude Amerikanci nisu pustili na slobodu, te je uz pomoć dvojice bivših časnika SS-a u srpnju 1948. godine pobjegao iz logora. Skrivao se potom na jednoj bavarskoj farmi tijekom 18 mjeseci, gdje je stupio u kontakt s Reinhardom Gehlenom, bivšim generalom u obavještajnoj službi Wehrmachta, koji je sada surađivao s američkim obavještajnim službama, na aktivnostima protiv komunista.  Potom provodi stanovito vrijeme u austrijskom Salzburgu, te se naposljetku nastanio u Madridu. 1950. godine je kratko boravio u Parizu, te je časopis Le Figaro objavio njegove memoare.
1952. godine, u organizaciji generala R. Gehlena, koji surađuje s američkom CIA-om, angažira se kao vojni savjetnik u Egiptu; takav angažman je u isto vrijeme povjeren većem broju visokorangiranih njemačkih ratnih časnika i generala, kao i časnika Gestapa. U narednim godinama angažirat će se također kao vojni savjetnik u Argentini, gdje će stanovito vrijeme skrbiti o osobnoj sigurnosti Evite Peron. 
Od 1960.-ih godina Skorzeny iz Španjolske vodi "Paladin Group", paravojnu organizaciju koja je nudila "usluge" oružane borbe protiv komunista širom svijeta; zna se da su njihove plaćenike - Nijemce, ali i Francuze i komandose iz drugih zemalja - do 1975. godine koristile vlade Grčke, Južnoafričke Republike i Španjolske. O drugim angažmanima i o detaljima aktivnosti se samo nagađa.
1970. godine mu je dijagnosticiran rak, te je podvrgnut ozbiljnom kirurškom zahvatu na kralježnici u Hamburgu. Nakon što se bolest vratila, umro je 1975. godine u Madridu, u dobi od 67 godina. Pokopan je u obiteljskoj grobnici u Beču.

## Vanjske poveznice
- Otto Skorzeny  Arhivirana inačica izvorne stranice od 30. rujna 2020. (Wayback Machine) - biografija Otta Skorzenyja